# 第151师团
第151师团（Dai-hyakugojūichi Shidan）是日本帝国陆军的一个步兵师团。它的代号是护宇兵团（Gou Heidan）。该师团于1945年2月28日在宇都宫市组建。

## 行动
第151师团于1945年4月被分配到第51军，随后在茨城县水户市执行海防任务，直到1945年8月15日日本投降。其下辖第433步兵团驻扎在茨城县日立市，第434和436步兵团驻守在茨城县常陆那珂市，第435步兵团驻守在茨城县笠间市。